# AJ Lee
April Jeanette Méndez (Union City, Nueva Jersey, 19 de marzo de 1987) es una autora, guionista y luchadora profesional retirada estadounidense. Es conocida por haber trabajado para la empresa WWE, donde se presentó bajo el nombre de AJ Lee. 
Méndez comenzó su carrera como luchadora profesional dentro del circuito independiente en 2007. Firmó con WWE en 2009 y pasó dos años en su territorio de desarrollo, Florida Championship Wrestling, antes de ser promovida al roster principal. En 2012, saltó a la fama a través de algunas storylines con su personaje «mentalmente inestable», el cual le proporcionó relaciones de alto nivel y un periodo de tres meses como Gerente General de Raw. En los siguientes años, ganó el Campeonato de Divas en tres ocasiones (comparte el récord de tres reinados junto a Eve Torres) y mantuvo el título durante un récord global de 406 días. También ganó el Slammy Award por Diva en los años 2012 y 2014, y lectores del Pro Wrestling Illustrated la eligieron como la Mujer del año de 2012 a 2014. Se retiró como luchadora profesional en 2015. Su libro de memorias de 2017, Crazy Is My Superpower, fue un New York Times Best Seller.

## Primeros años
April Jeanette Méndez nació el 19 de marzo de 1987, en Union City, Nueva Jersey. Su madre, Janet Acevedo, era ama de casa y más tarde una asesora de salud en el hogar, mientras que su padre, Robert Méndez, era un ingeniero automotriz. Es la menor de tres hijos, y de ascendencia puertorriqueña. Al describir su infancia, Méndez declaró que su familia luchaba contra la pobreza, las enfermedades mentales y la adicción a las drogas. Con frecuencia se mudaban de un apartamento a otro, viviendo en moteles o en su coche cuando no podían pagar el alquiler.
El interés de su hermano por la World Wrestling Entertainmentle influenció para convertirse en una luchadora profesional. Con inspiración de las luchadoras femeninas de WWE, especialmente de Lita, cimentó su ambición a los 12 años. En 2005, Méndez se graduó de la secundaria Memorial en West New York, Nueva Jersey. Asistió a la Universidad de Nueva York Tisch School of the Arts en la Ciudad de Nueva York, donde se especializó en producción de cine y televisión, hasta que los problemas familiares y financieros la llevaron a abandonar a los seis meses. Más tarde, comenzó a trabajar a tiempo completo para pagar su entrenamiento en la lucha libre. Como homenaje a su hermano, que estaba en el Ejército de los Estados Unidos, una vez vistió con un atuendo de lucha de camuflaje.
Méndez fue diagnosticada con trastorno bipolar alrededor de los veinte años, una condición que padecía su madre. Previamente había experimentado efectos adversos de un diagnóstico erróneo de depresión y sobredosis en antidepresivos y analgésicos. Este evento, el cual ella considera un intento de suicidio, causó que buscara un tratamiento adecuado y el diagnóstico correcto. Considera que la enfermedad le ha dado la valentía necesaria para alcanzar sus objetivos.

## Carrera

### Inicios (2007–2009)
En marzo de 2007, Méndez se inscribió en una escuela de lucha libre cerca de su casa, donde fue entrenada por Jay Lethal. A finales de 2007 comenzó a presentarse en el circuito independiente de Nueva Jersey bajo el nombre Miss April. Se unió a la promoción de lucha libre con base en Nueva Jersey Women Superstars Uncensored (WSU) en octubre de 2008. Después de un pequeño éxito en sus primeros meses, Miss April formó un equipocon Brooke Carter, con quien capturó los Campeonatos en Equipo de WSU en febrero de 2009. También ganó el torneo anual WSU/National Wrestling Superstars King and Queen of the Ring junto a Jay Lethal dos meses después. En mayo, dejó WSU tras firmar con WWE, renunciando así a su campeonato.

### World Wrestling Entertainment / WWE (2009–2015)

#### Florida Championship Wrestling yNXT(2009–2011)
Méndez pagó 1.500 dólares para asistir a un tryout de WWE en mayo de 2009, donde firmó un contrato. Fue enviada a su territorio de desarrollo la Florida Championship Wrestling. Méndez hizo su debut como face bajo el nombre de April Lee en una Fatal 4-Way en contra de Tiffany, Alicia Fox y Serena Mancini, siendo derrotada por esta última. En septiembre de 2009 cambió su nombre por el de AJ Lee. El 4 de febrero de 2010 se convirtió en la nueva Reina de la FCW tras derrotar a Serena Mancini. El 29 de febrero lo defendió exitosamente ante Angela Fong. En junio de 2010 participó en un torneo para coronar a la nueva Campeona de Divas de la FCW. Durante la primera ronda logró derrotar a Tamina, pero acabó siendo eliminada en la semifinal por Serena Mancini.
El 27 de junio, AJ Lee retó a Naomi Knight a una lucha por el Campeonato de Divas de la FCW, donde acabó perdiendo. Poco después, durante las grabaciones de la FCW, AJ Lee atacó a Naomi Knight cambiando a heel. La semana siguiente, Knight defendió su título ante AJ y Serena en una Triple Threat Match. En el episodio 100 de TV FCW, emitido el 29 de agosto, AJ Lee y Knight quedaron empate en un combate por el Campeonato de Divas de la FCW y la Corona de la FCW. El 26 de septiembre, AJ perdió una lucha ante Naomi dando por finalizado su feudo. El 18 de noviembre de 2010 fue derrotada por Rosa Mendes perdiendo su campeonato. El 16 de diciembre, en las grabaciones de la FCW, AJ Lee derrotó nuevamente a Naomi y se convirtió en la nueva Campeona de Divas de la FCW, siendo la primera mujer en haber logrado ambos títulos. Mantuvo el título hasta que el 7 de abril de 2011 fue derrotada por Aksana.

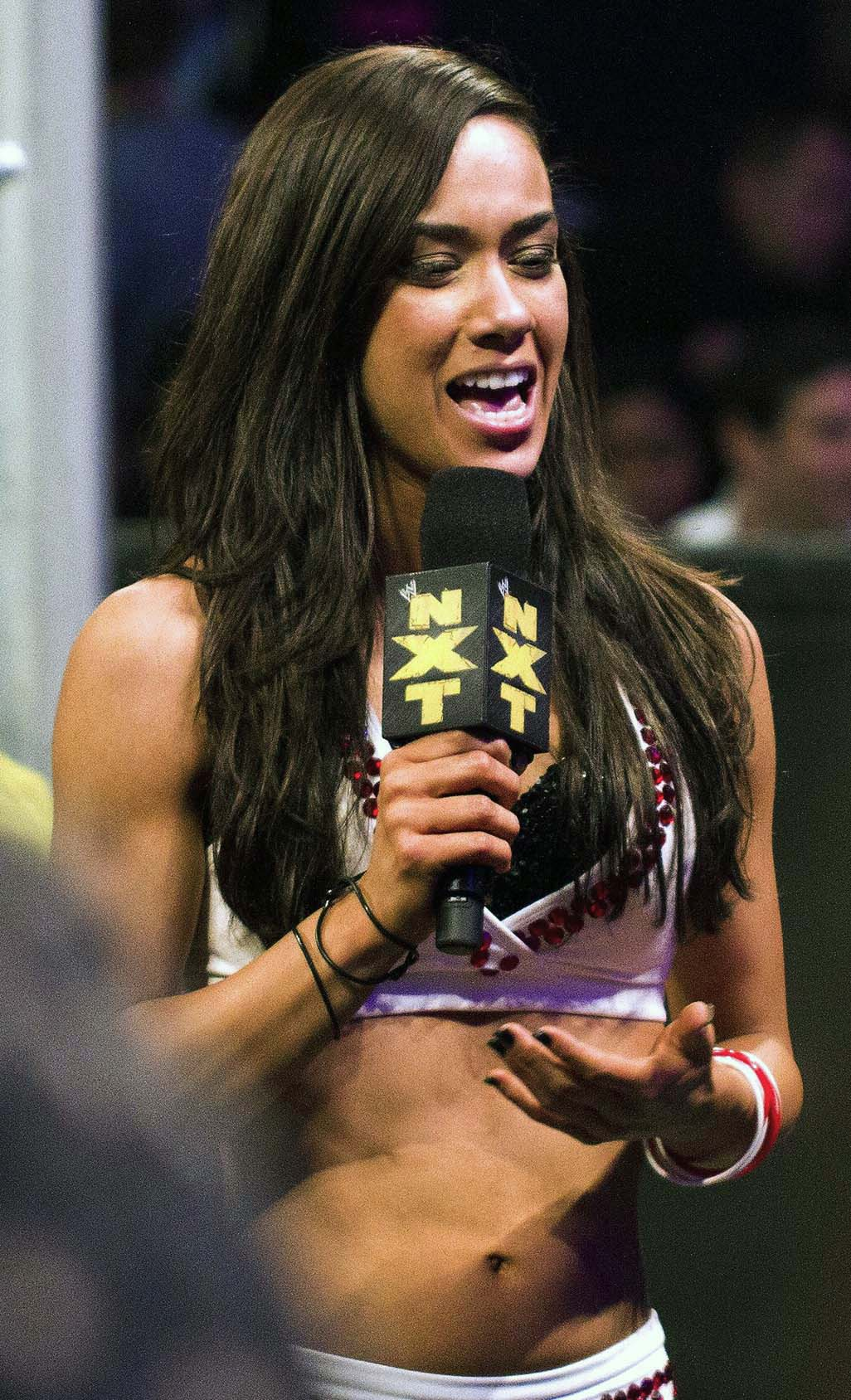
AJ después de ser eliminada de NXT, en noviembre de 2010.

El 31 de agosto de 2010, en la final de la segunda temporada de NXT, se anunció que Jeanette formaría parte de la tercera temporada bajo el nombre de AJ y teniendo de mentor a Primo. AJ hizo su debut televisivo como face el 7 de septiembre de 2010 junto a Primo derrotando a Aksana & Goldust. El 14 de septiembre hizo equipo nuevamente con Primo y fueron derrotados por Dolph Ziggler & Kaitlyn. El 21 de septiembre ganó su primer combate individual frente a Maxine. Durante las siguientes cuatro semanas, AJ ganó tres desafíos, empatando con Kaitlyn en la clasificación general. Tras esto inició una corta rivalidad con The Bella Twins. El 26 de octubre fue derrotada por Brie Bella, después de intercambiarse con Nikki, y el 9 de noviembre derrotó a Nikki Bella, finalizando su rivalidad. El 16 de noviembre derrotó a Aksana y, posteriormente, ganó dos retos haciéndose con la inmunidad. El 23 de noviembre perdió a manos de Naomi. Esa misma noche fue eliminada de la competencia, quedando en tercera posición.

#### Relaciones románticas y mánager general deRaw(2011–2013)
En el episodio del 27 de mayo de 2011, de SmackDown, hizo su debut en el roster principal junto a Kaitlyn, con quien formó un equipo llamado The Chickbusters, con ambas teniendo como mentora a Natalya. Esa misma noche, fueron derrotadas por Tamina y Alicia Fox. En el episodio del 10 de junio de SmackDown, AJ derrotó a Tamina, obteniendo su primera victoria individual. El 1 de agosto, en Raw, participó en una batalla real que determinaría a la contendiente principal al Campeonato de Divas, en el que fue eliminada por Alicia Fox.
El 5 de agosto, en SmackDown, fue derrotada por Natalya. Tras la lucha, Natalya cambió a heel y la atacó brutalmente. Durante las siguientes semanas, The Chickbusters perdieron contra Natalya y Beth Phoenix, y el 19 de noviembre, en su último enfrentamiento, fueron nuevamente derrotadas. Después de la lucha, Phoenix & Natalya atacaron a AJ, y Kaitlyn le abandonó en el ring, disolviendo su equipo. Después de esto, AJ regresó a NXT y comenzó un feudo con Maxine, teniendo tres combates contra ella, perdiendo los dos primeros y ganando el último. Tras esto, comenzó una relación con Hornswoggle y una amistad con Titus O'Neil. El 31 de octubre regresó a Raw y participó en un Divas Battle Royal para convertirse en la contendiente #1 al Campeonato de Divas de la WWE, pero acabó siendo eliminada por Tamina.
A principios de 2012, comenzó a acompañar a Daniel Bryan en sus luchas, estableciéndose como su mánager. El 10 de enero, en SmackDown, fue accidentalmente arrollada por Big Show en una lucha contra Daniel Bryan por el Campeonato Mundial Peso Pesado de la WWE, por lo que la tuvieron que sacar del ring en camilla. Hizo su regreso el 3 de febrero en SmackDown defendiendo a Bryan de Big Show, aún con un collarín en el cuello. El 6 de febrero, en Raw, apareció junto a Bryan en su lucha contra Big Show, ganada por este último por descalificación, después de que AJ estuviese a punto de volver a ser arrollada. Totalmente recuperada de su lesión, siguió acompañando a Bryan en sus combates tanto en Raw como en SmackDown, iniciando una relación sentimental con él. Siguió acompañándolo en sus combates, hasta que en WrestleMania XXVIII, AJ acompañó a Bryan en su lucha contra Sheamus y, antes de comenzar el combate, AJ le dio un beso, distrayéndole y dándole la oportunidad a Sheamus de aplicarle su Brogue Kick, perdiendo el Campeonato Mundial Peso Pesado en tan solo dieciocho segundos. Al día siguiente en SmackDown, Bryan terminó su relación con AJ. Pese a esto, AJ quiso volver con él en numerosas ocasiones, siendo rechazada en todas, dejándola angustiada y traumatizada. El 25 de marzo, tras bastidores, Kaitlyn intentó consolarla, pero AJ le abofeteó, teniendo actitudes heel.
La semana siguiente, Kaitlyn quiso volver a consolarla, pero AJ le volvió a abofetear cambiando oficialmente a Heel y pactándose una lucha entre ambas el 11 de mayo en SmackDown, donde AJ logró llevarse la victoria. Tras su victoria, apareció Daniel Bryan y comentó que sentía más interés en Kaitlyn que en AJ. Dos días después de esto, Kaitlyn aclaró en Twitter que The Chickbusters se disolvía oficialmente. Después de esto, AJ acabó en Raw. Durante las siguientes semanas en Raw, AJ comenzó a acompañar a CM Punk, empezando a desarrollar un gimmick de chica loca, volviéndose tweener. El 11 de junio, John Laurinaitis obligó a AJ que hiciese equipo con CM Punk para derrotar a Kane & Daniel Bryan en el evento principal de Raw, empezando un feudo con estos. Durante la lucha, AJ rodeó a Kane para luego besarlo, confundirlo y llevarse la victoria. En No Way Out interfirió en la lucha entre CM Punk, Daniel Bryan y Kane, distrayendo a Kane y dándole la victoria a Punk. El 25 de junio en Raw ganó un SummerTime Battle Royal, después de eliminar en último lugar a Vickie Guerrero. El 9 de julio, en Raw, se enfrentó junto con CM Punk a Daniel Bryan y Eve Torres en el evento principal, donde salió ganadora. Debido a esto, Guerrero pactó una lucha entre Daniel Bryan y CM Punk en Money in the Bank, donde AJ se convirtió en la árbitro especial invitada, dándole la victoria a Punk. Al día siguiente, en Raw, hizo equipo con Daniel Bryan derrotando a Eve Torres & The Miz. Después de la lucha, Bryan le pidió matrimonio a AJ y esta aceptó. Finalmente, en el Episodio 1000 de Raw, AJ Lee aceptó una propuesta de Vince McMahon, convirtiéndose en la nueva gerente general de Raw y dejó plantado en el altar a Bryan. Posteriormente, cambió nuevamente a face y comenzó un feudo con Vickie Guerrero, ya que esta creía que AJ no estaba preparada para ser mánager general por su falta de disciplina y su personalidad infantil. 

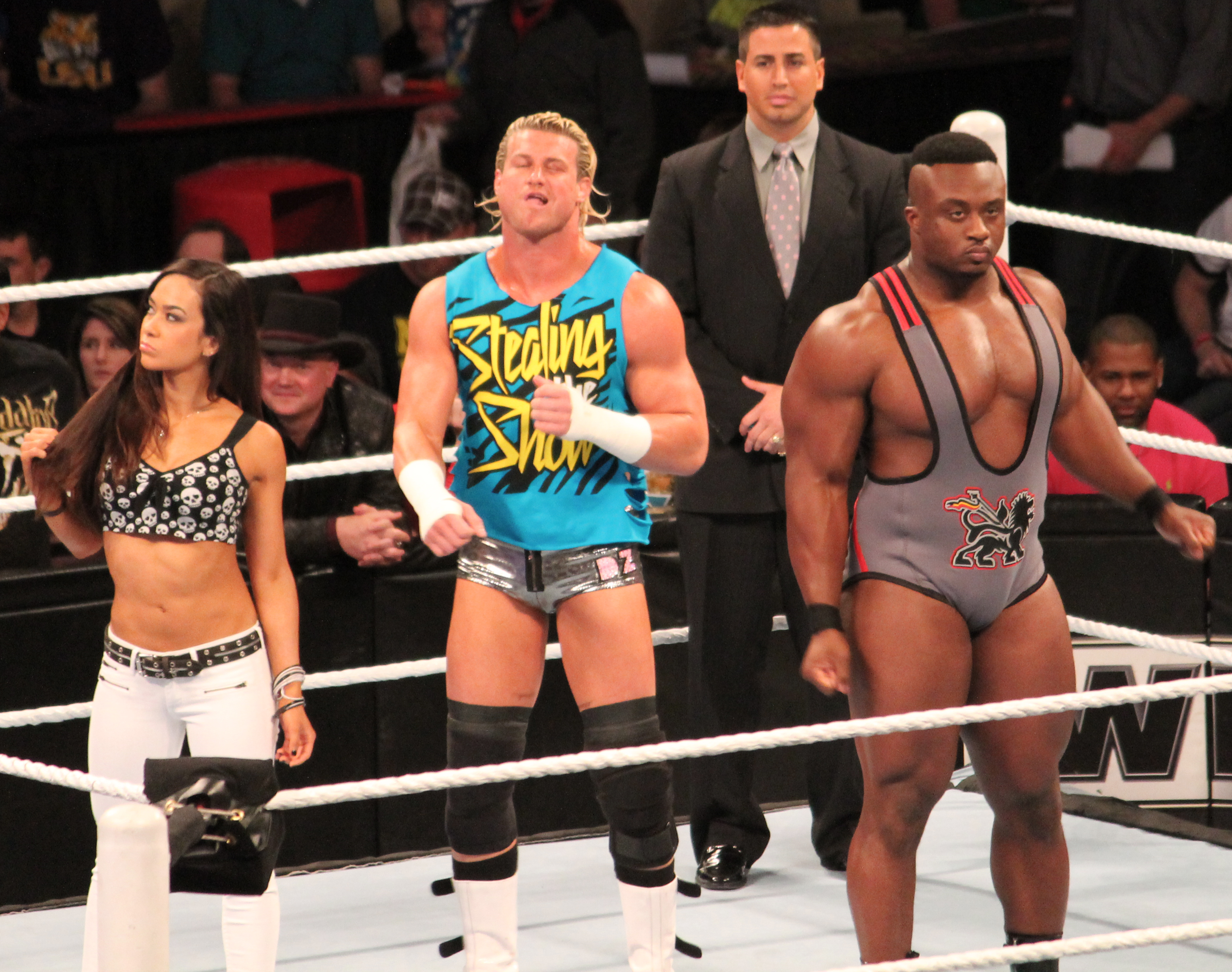
AJ junto a Dolph Ziggler (centro) y Big E Langston (derecha), en 2013.

El 22 de octubre, en Raw, Vickie Guerrero le acusó de tener una aventura romántica con John Cena, haciendo que la destituyesen de su puesto y dándoselo a Guerrero. El 29 de octubre, en Raw, regresó a los combates en una lucha contra Beth Phoenix donde salió victoriosa. Sin embargo, apareció Vickie Guerrero y reinició la lucha siendo esta vez derrotada después de que Phoenix le aplicase un Glam Slam. Durante las siguientes semanas, Guerrero comenzó a presentar pruebas sobre la supuesta relación entre AJ y Cena. El 2 de noviembre en un House show celebrado en Newcastle, Inglaterra derrotó a Layla y Eve Torres, convirtiéndose en la nueva Campeona de Divas de la WWE una vez más, Guerrero apareció y reinició la lucha siendo derrotada esta vez por Eve y perdiendo el título. En Survivor Series, Guerrero contrató a Tamina Snuka para que atacase a AJ. La noche siguiente, en Raw, AJ y Cena se besaron haciéndole creer a Guerrero que sí que estaban juntos. Debido a esto, Cena fue atacado por Dolph Ziggler. El 10 de diciembre fue derrotada por Vickie Guerrero después de una controversia con el árbitro Brad Madoxx. En TLC interfirió junto con Guerrero en la lucha entre John Cena y Dolph Ziggler. Sin embargo, en vez de ayudar a Cena, le atacó dándole la victoria a Ziggler y cambió a heel. Al día siguiente, durante la entrega de los Slammy Awards 2012, AJ recibió un premio al «Mejor Beso del Año», que le entregó Vickie Guerrero pidiéndole explicaciones sobre lo sucedido la noche anterior, por lo que ambas mujeres comenzaron a discutir, hasta que llegó Ziggler y las separó, sin embargo, al separarlas AJ besó apasionadamente a Ziggler, iniciando una relación sentimental con este. Debido a todo esto se pactó una lucha entre John Cena & Vickie Guerrero contra AJ Lee & Dolph Ziggler, en la que fueron derrotados por descalificación, después de la intervención del debutante Big E Langston, que atacó a Cena. Al día siguiente, en Miz TV, AJ aclaró por qué se comportaba así, diciendo que Cena solo se quería a sí mismo y que le hizo tanto daño como lo hicieron CM Punk y Daniel Bryan. Después de sus declaraciones, The Miz negó sus acusaciones y le insultó, por lo que fue atacado por Langston.
En marzo de 2013, AJ reanudó su rivalidad con Daniel Bryan después de que se intercambiaran insultos en el backstage. A raíz de las victorias de Ziggler y Langston contra Bryan y su compañero de equipo Kane, Lee desafiado al Team Hell No (Bryan y Kane) a defender sus Campeonatos en Pareja de la WWE en WrestleMania 29 contra Ziggler y Langston, que ellos aceptaron. El 7 de abril en WrestleMania 29, AJ acompañó a Ziggler y Langston a dicho combate, pero no tuvieron éxito. Sin embargo, la noche siguiente en Raw, AJ y Langston estuvieron presentes cuando Ziggler derrotó a Alberto Del Rio, ganando así el WWE World Heavyweight Championship.

#### Campeona de Divas y retiro (2013-2015)
El 22 de abril de 2013, AJ ganó una batalla real para convertirse en la contendiente principal al Campeonato de Divas ostentado por Kaitlyn. Kaitlyn pronto comenzó una historia en la que recibía regalos de un admirador secreto. El 10 de junio, después de tenderle una trampa a Kaitlyn al pedirle a Langston que se hiciera pasar por el admirador, AJ reveló que «su admirador secreto» había sido solo un juego mental, la reprendió y la dejó llorando. Seis días después en Payback, AJ derrotó a Kaitlyn para capturar su primer Campeonato de Divas. Mientras continúo sus burlas hacia de Kaitlyn, ambas participaron en la primera firma de contrato para un combate por el Campeonato de Divas. El 14 de julio, en Money in the Bank, AJ retuvo su título en la revancha, pero más adelante en el mismo evento, hizo que Ziggler perdiera en su propia revancha por el Campeonato Mundial de Peso Pesado. AJ golpeó a su oponente, Alberto Del Rio, con su Campeonato de Divas, lo que provocó una descalificación. Enojado por su acción no deseada, Ziggler terminó su relación. Ella se vengó costándole otra lucha y luego lo atacó con Langston. El 2 de agosto, a Langston se le prohibió asistir a sus combates. Sin embargo, AJ volvió a retener el título ante Kaitlyn, quien fue traicionada por Layla. El 18 de agosto, en SummerSlam, Kaitlyn y Ziggler finalmente se unieron para derrotar a AJ y Langston en una lucha mixta por equipos.

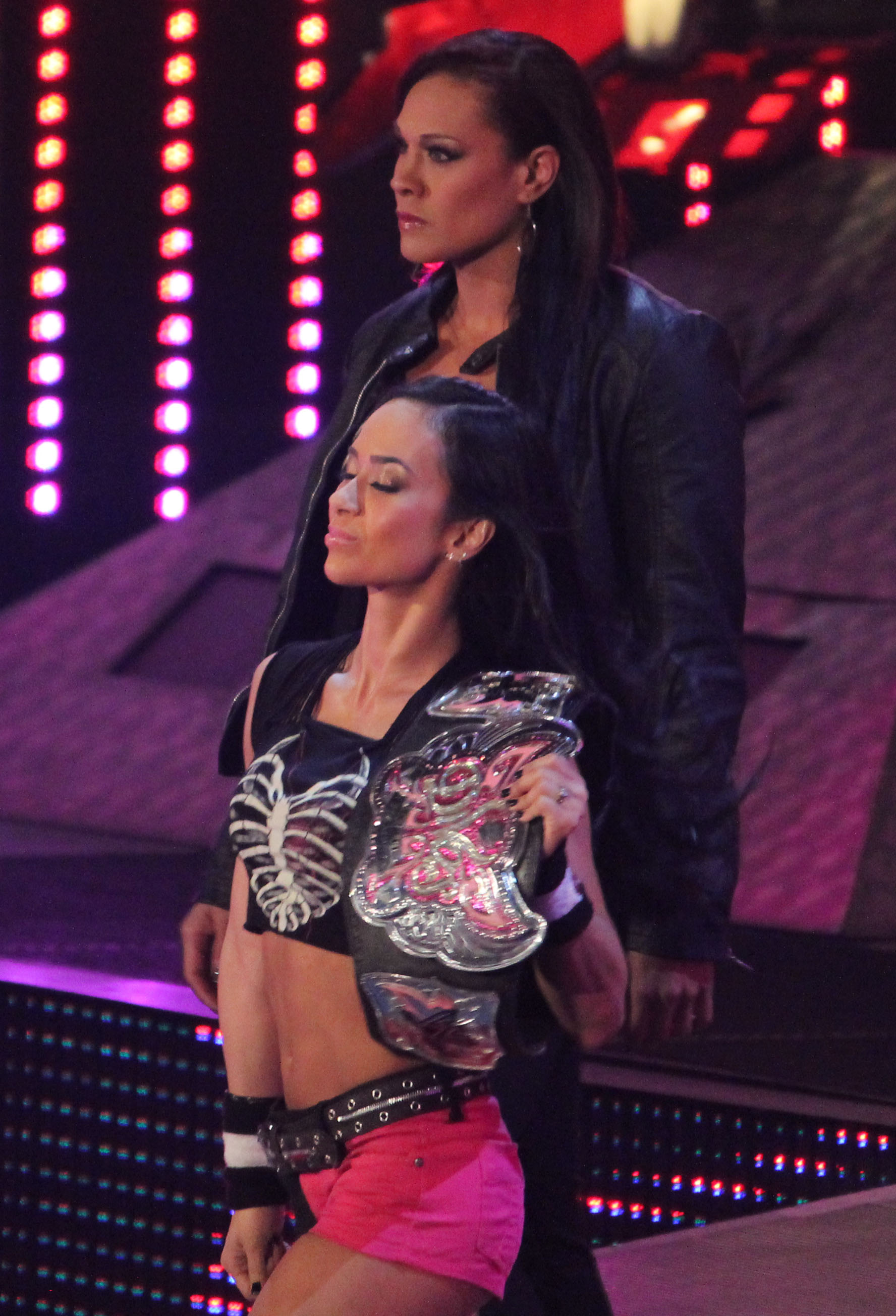
AJ, como Campeona de Divas, siendo acompañada por su guardaespaldas Tamina Snuka, en abril de 2014.

El 26 de agosto, AJ interrumpió al reparto de Total Divas durante un segmento postcombate, en el que las insultó. Más tarde, prometió derrotar a todas las integrantes del elenco., y reclutó a Tamina Snuka como su guardaespaldas. Durante lo que quedó del año, AJ defendió con éxito su campeonato ante el trío de Brie Bella, Naomi y Natalya, en Night of Champions, Brie Bella en ambos, Battleground y Hell in a Cell, y Natalya en TLC. También fue capitana de un equipo en Survivor Series, en el combate de eliminación tradicional, en el que su equipó perdió.
En enero de 2014, se convirtió en la Campeona de Divas con el reinado más largo en ese momento. Después de derrotar a las contendientes al título Cameron y Natalya, AJ renovó su rivalidad en pantalla con la mánager general de SmackDown Vickie Guerrero, quien la obligó a defender el Campeonato de Divas en un combate contra 14 mujeres en WrestleMania XXX. El 6 de abril, AJ ganó la contienda, marcando la primera vez que se disputó el Campeonato de Divas en el evento insignia de WWE. La noche siguiente en Raw, AJ retó a la debutante Paige a una lucha improvisada por su título, en la que fue derrotada, poniendo fin a su reinado a los 295 días. Posteriormente, WWE le otorgó un tiempo libre alejada del ring.
A su regreso el 30 de junio, AJ cambió a face y ya no era acompañada por Tamina. Retó a Paige a una revancha improvisada y recuperó el Campeonato de Divas. De una manera cómica, comenzaron a fingir ser mejores amigas. Cuando AJ retuvo su título ante Paige en Battleground, su feudo se convirtió en ataques no provocados. El 17 de agosto, en SummerSlam, AJ perdió el campeonato ante Paige. Su historia luego se entrelazó con la de Nikki y Brie Bella, a instancias de Stephanie McMahon, quien le concedió a Nikki una oportunidad por su campeonato. Una triple amenaza se produjo en Night of Champions el 21 de septiembre, donde AJ se convirtió en tres veces Campeona de Divas, imponiendo un récord de empate con Eve Torres. Su rivalidad con Paige concluyó con una victoria en Hell in a Cell. Cambió de enfoque a Nikki Bella, cuya hermana, Brie, la asistía como su «asistente personal». El 23 de noviembre, AJ rápidamente perdió el campeonato ante Nikki en Survivor Series, debido a una distracción de Brie. Después de perder en una revancha llevada a cabo en TLC el mes siguiente, Méndez se tomó un tiempo libre para curar una lesión preexistente que tenía en el cuello.
En febrero de 2015, Méndez criticó el trato que WWE le daba a sus luchadoras, afirmando que recibían solo una fracción de los salarios y tiempo indiferente en pantalla a diferencia de sus homólogos masculinos, a pesar de haber generado mercancías con ventas récord y varios segmentos de primera categoría. Sus comentarios se dirigieron a quien en ese momento era ejecutiva de WWE, Stephanie McMahon, quien le agradeció la declaración pública. Vince McMahon, el entonces presidente y director ejecutivo de WWE, reconoció el problema.
AJ regresó en el episodio del 2 de marzo de Raw, salvando a su exarchienemiga Paige de un ataque de Nikki y Brie Bella. El 29 de marzo, AJ y Paige se unieron para derrotar a las Bella Twins en WrestleMania 31. Una lucha entre equipos de tres contra tres mujeres mujeres la noche siguiente en Raw, terminó siendo su última lucha, ya que el 3 de abril, WWE anunció que se retiraba de la competencia dentro del ring. En sus memorias, Méndez dijo que el daño permanente a su columna cervical y el cumplimiento de sus objetivos la llevaron a la decisión. También se había «sentido atrapada en el medio» entre WWE y su esposo CM Punk, después de su controvertida salida de la empresa en enero de 2014, pero continuó luchando mientras todavía pudo.

### Women of Wrestling (2021–2023)

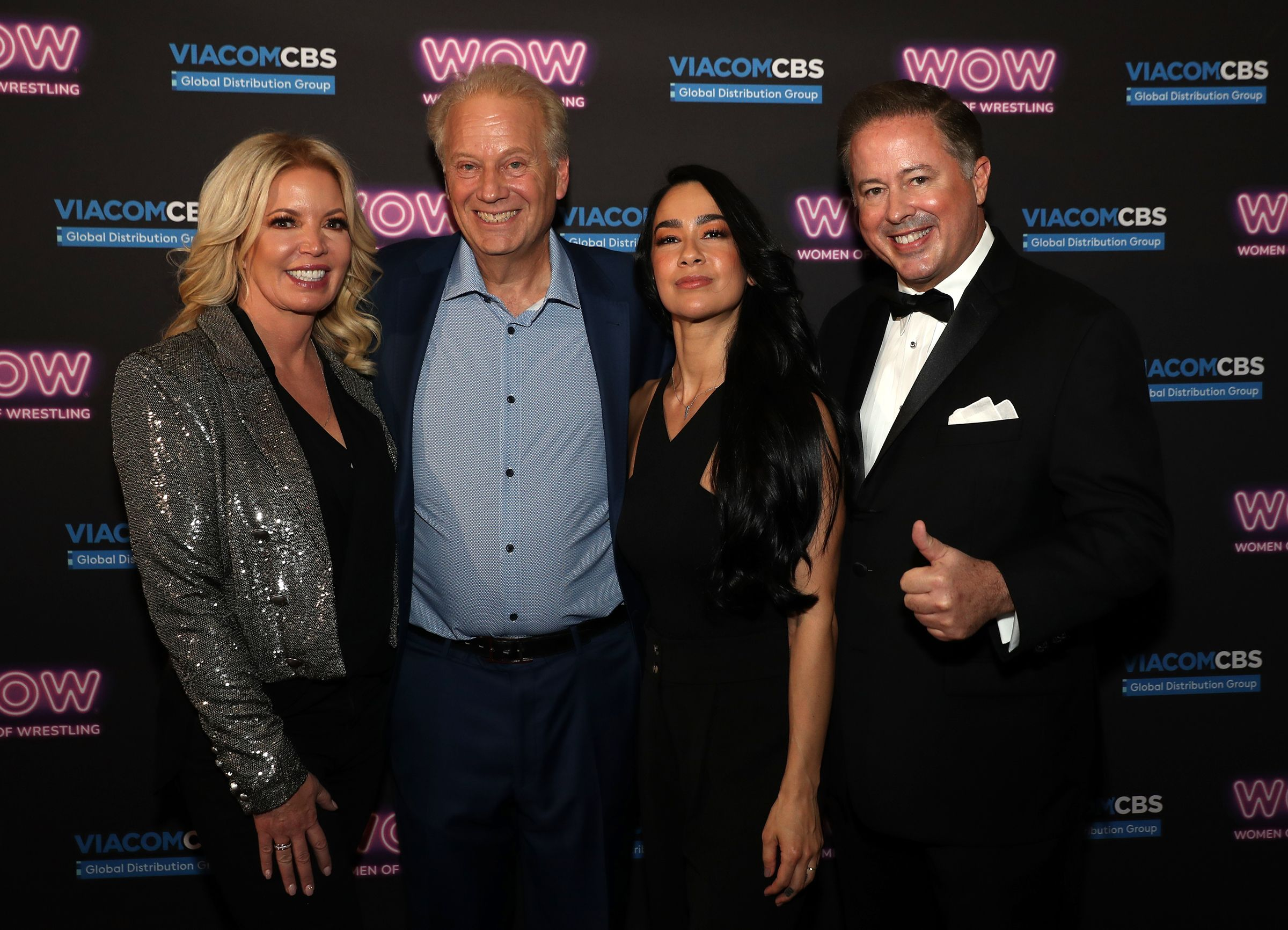
(de izquierda a derecha) La productora ejecutiva de WOW, Jeanie Buss, el presidente de Distribución Global de ViacomCBS, Dan Cohen, Méndez, y el fundador de WOW, David McLane, en 2021.

Después de seis años alejada de la industria de la lucha libre, en octubre de 2021, Méndez se unió a la promoción WOW – Women of Wrestling como productora ejecutiva, trabajando junto a Jeanie Buss. Este anuncio coincidió con la firma de WOW a un acuerdo de distribución de varios años con ViacomCBS, la mayor oportunidad de distribución en los Estados Unidos y el extranjero en la historia de la lucha libre profesional femenina. A partir de septiembre de 2022, se desempeñó como comentarista para el programa de televisión semanal sindicalizado de WOW. Para agosto de 2023, dijo que abandonaría la promoción al término de su contrato de larga duración.

## Otros medios
En 2012, Méndez se convirtió en la primera ganadora femenina del torneo anual de videojuegos Superstar Challenge de la WWE, donde dieciséis luchadores compitieron en WWE '12 en los WrestleMania Axxess de WrestleMania XXVIII. Esto es reconocido por el Libro Guinness de los récords, como parte de su Edición de jugadores. Su personaje en la WWE fue representado por Thea Trinidad en la película de 2019 Fighting with My Family.
Méndez escribió Crazy Is My Superpower: How I Triumphed by Breaking Bones, Breaking Hearts, and Breaking the Rules (en español, "La locura es mi superpoder: cómo triunfé rompiendo huesos, rompiendo corazones y rompiendo las reglas"), un libro de memorias publicado por Crown Archetype el 4 de abril de 2017. El libro trata su crianza, educación y carrera en la lucha lucha libre profesional. Debutó en el número 10 en la lista The New York Times Best Seller por encuadernación cartoné de no ficción. Al ponerse a la venta, describió la escritura como "el próximo capítulo" de su vida y comentó que había comenzado a trabajar en un segundo libro. En colaboración con la actriz Aimee Garcia, Méndez coescribió la serie de libros de cómics GLOW vs. The Babyface, basado en la serie de televisión GLOW; la primera de las cuatro ediciones fueron publicadas por IDW Publishing en noviembre de 2019.

### Filmografía
| Año  | Título                           | Personaje    | Notas                                       | Ref.   |
| ---- | -------------------------------- | ------------ | ------------------------------------------- | ------ |
| 2014 | Scooby-Doo! WrestleMania Mystery | AJ Lee (voz) | Película directamente para video            | [ 89 ] |
| 2015 | Madden: The Movie                | Trish        | Cortometraje promocional para Madden NFL 16 | [ 90 ] |
| 2016 | The Evolution of Punk            | Ella misma   | Documental miniserie                        | [ 91 ] |
| 2019 | Rabid                            | Kira         | Película                                    | [ 92 ] |

## Vida personal
Méndez se considera a sí misma como una tomboy y tiene interés por los cómics, el anime, y los videojuegos. Tiene la fecha de su primer Campeonato de Divas de la WWE tatuada en marcas de conteo en la parte posterior de su cuello.
Méndez se casó con el también luchador Phil Brooks, más conocido como CM Punk, el 13 de junio de 2014. Ambos residen en Chicago.
Siendo defensora del bienestar animal y la conciencia sobre la salud mental, ha fungido como embajadora para organizaciones como American Society for the Prevention of Cruelty to Animals (ASPCA) y la National Alliance on Mental Illness (NAMI).

## Campeonatos y logros
- Florida Championship Wrestling
  - FCW Divas Championship (1 vez)[23]
  - Queen of FCW (1 vez)[103]
- Guinness World Records

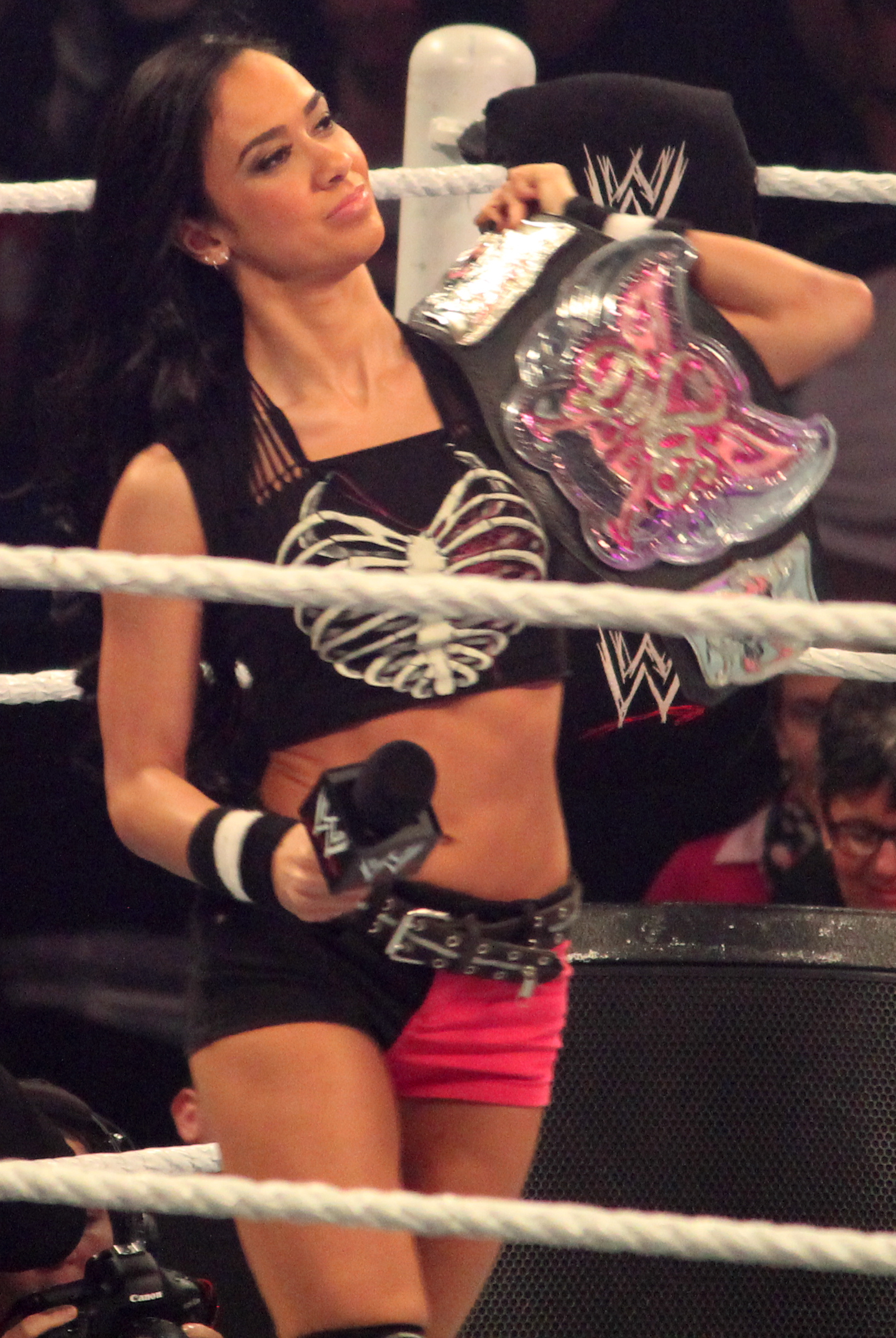
AJ ganó el Campeonato de Divas de WWE en tres ocasiones, y lo mantuvo durante un récord general de 406 días.

  - Récord mundial: Más victorias del Campeonato de Divas de WWE (3 veces) empatada con Eve Torres[104]
- Pro Wrestling Illustrated
  - Mujer del año (2012–2014)[105]
  - Situada en el puesto n.º2  del PWI Female 50 en 2014[106]
- Women Superstars Uncensored
  - WSU Tag Team Championship (1 vez) – con Brooke Carter[13]
  - WSU/NWS King and Queen of the Ring (2009) – con Jay Lethal[22]
- Wrestling Observer Newsletter
  - Peor lucha del año (2013) combate 14-woman elimination tag team match en Survivor Series[107]
- WWE
  - WWE Divas Championship (3 veces)[4]
  - Slammy Award (3 times)
    - Diva del año (2012, 2014)[24][108]
    - Beso del año (2012) – con John Cena[109]